# Fântâna Punctelor Cardinale
Fântâna Punctelor Cardinale este una dintre fântânile reprezentative ale orașului Timișoara, fiind amplasată lângă en, la intersecția străzii Oituz cu bulevardul Take Ionescu.

## Descriere
Proiectată la IPROTIM, fântâna a fost construită în anul 1978. Ceea ce particularizează acestă fântână sunt literele decorative care marchează cele patru puncte cardinale (N, E, S și V) și cele patru puncte intercardinale (NE, SE, SV și NV). Este considerată cea mai cunoscută fântână arteziană din Timișoara și un simbol al Timișoarei.

## Reabilitare

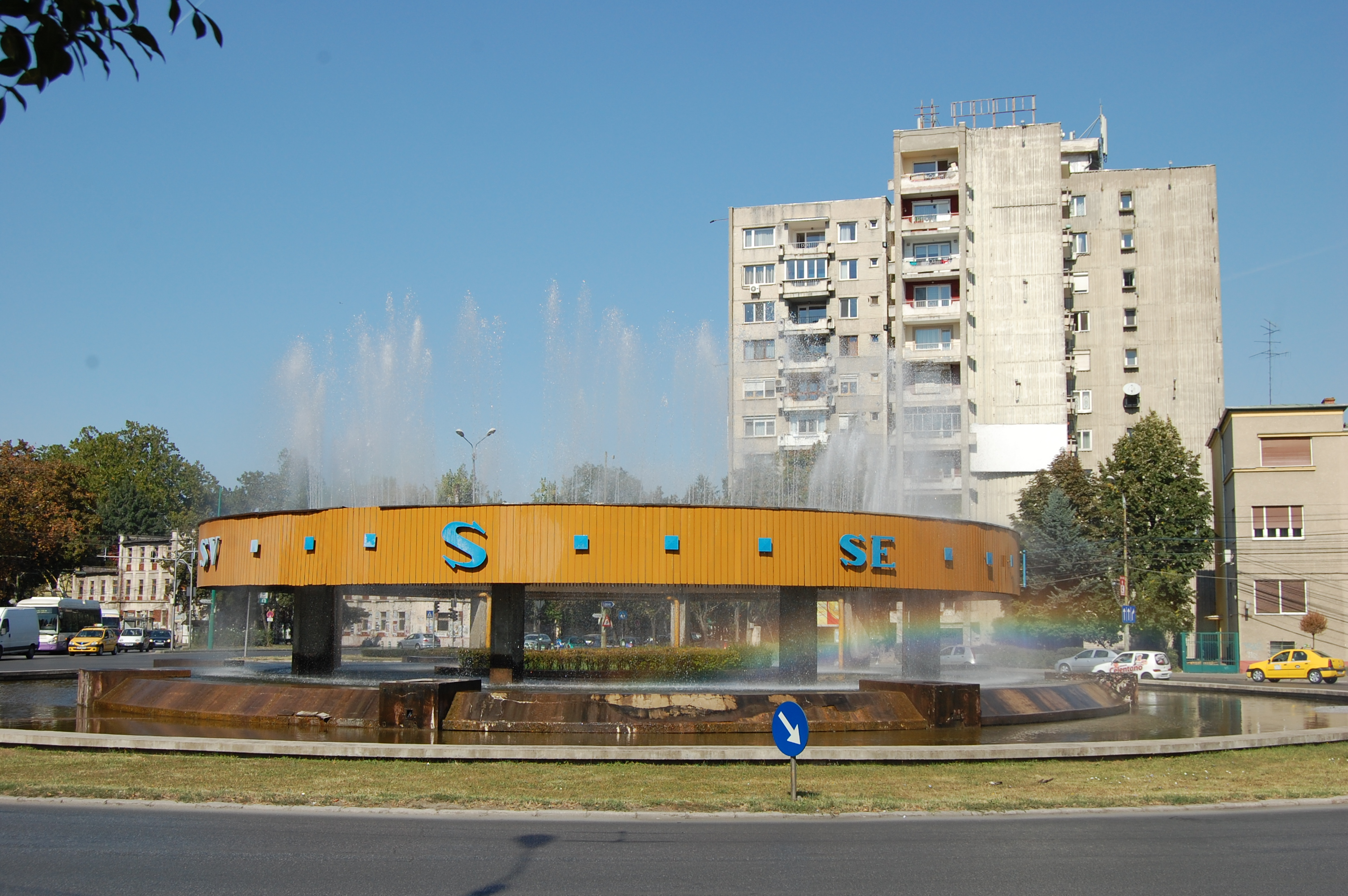
Aspectul fântânii între 1978–2012

În anul 1978, când a fost construită în capul bulevardului Leontin Sălăjan (astăzi Take Ionescu), a fost vopsită portocaliu.
În anul 2012, an în care Aquatim a sărbătorit 100 de ani de la punerea în funcțiune a stației de epurare din Timișoara, a avut loc o reabilitare, când fântâna a fost revopsită, schimbându-i-se culorile în alb și albastru. Această schemă de culori a fost posibilă deoarece s-a trecut de la alimentarea cu apă dintr-un foraj la apă din rețeaua publică, recirculată. Apa din foraj era bogată în săruri care lăsau o tentă maronie, culorile trebuind să mascheze acest efect. Apa din rețea nu lasă urme, iar schema de culori adoptată dă o senzație de prospețime.